# Shu Tanaka
Pour les articles homonymes, voir Tanaka.
Shu Tanaka, est un peintre de paysage, japonais du XXe siècle, né en 1908 à Tokyo et mort à une date inconnue.

## Biographie
Après ses études comme élève de l'École Normale Supérieure, il fait de nombreux voyages en Europe dont un long séjour à Paris.
Il participe à des expositions de groupe, au Japon et à Paris, notamment au Salon des réalités nouvelles en 1959.
Il montre ses œuvres dans des expositions personnelles à la galerie Yoshii à Tokyo et à Paris.
Il réalise des paysages typiques de son pays. L'Automne du riz mûr; Mûrier; Mont de Koma, dans une facture spontanée, libérée des règles académiques, transcrivant des sensations fugitives. Privilégiant les effets de matière et de lumière, son travail tend vers un paysagisme abstrait.